# Mario Moretti (canottiere)
Mario Moretti (Milano, 30 dicembre 1906 – Milano, 13 settembre 1977) è stato un canottiere italiano.

## Biografia
Partecipò ai Giochi della X Olimpiade a Los Angeles giungendo al 4º posto nel due di coppia assieme a Orfeo Paroli.